# Ылгаз
Ылгаз (Илгаз, тур. Ilgaz) — город и район в турецкой провинции Чанкыры. Население города Ылгаз: 7 121 человек. Расположен в Центральной Анатолии в 250 км от Анкары. В окрестностях города расположен одноименный горный хребет, где расположен горнолыжный курорт.